# Inuromaesa
Inuromaesa is een geslacht van insecten uit de familie van de Boorvliegen (Tephritidae), die tot de orde tweevleugeligen (Diptera) behoort.

## Soorten
- I. maura (Frauenfeld, 1857)